# Asplenium neolaserpitifolium
Asplenium neolaserpitifolium är en svartbräkenväxtart som beskrevs av Tard.-blot och Ching. Asplenium neolaserpitifolium ingår i släktet Asplenium och familjen Aspleniaceae. Inga underarter finns listade.